# Klanec, Komenda
Klanec je naselje v Občini Komenda.
Na Klancu se je rodil slovenski kolesar Tadej Pogačar.